# Ministerstwo Żeglugi (1960–1974)
Ministerstwo Żeglugi (1960–1974) – urząd ministra, centralny organ administracji rządowej, członek Rady Ministrów, powołany w celu kierowania i zarządzania całokształtem spraw związanych z  polityka morską

## Powołanie urzędu
Na podstawie  ustawy z   1960 r. o utworzeniu Centralnego Urzędu Gospodarki Wodnej i przekształceniu urzędu Ministra Żeglugi i Gospodarki Wodnej w urząd Ministra Żeglugi ustanowiono nowy urząd.

## Zakres działania urzędu
Zgodnie z ustawą z 1960 r. zachowano zakres  działania jaki ustanowiono dla urzędu Ministra Żeglugi i Gospodarki Wodnej z 1957 r., z wyjątkiem drobnych zmian w art. 2 ust. 2 pkt 1 (skreślenie)  oraz w art. 2 ust. 2 pkt 2, polegającym na zmianie szyku zdania.

### W dziedzinie żeglugi morskiej i rybołówstwa morskiego sprawy
- eksploatacji i rozbudowy floty handlowej i rybackiej;
- eksploatacji i rozbudowy portów i przystani;
- morskich stoczni remontowych;
- przedsiębiorstw usługowych związanych z żeglugą morską i rybołówstwem morskim;
- bezpieczeństwa żeglugi;
- ochrony brzegów morskich;
- ochrony rybołówstwa morskiego;
- nadzoru technicznego na urządzeniami żeglugowymi, portowymi i rybołówstwa morskiego;
- wyznaczanie i wysyłanie za granicę przedstawicieli w porozumieniu z Ministrem Spraw Zagranicznych.

### W dziedzinie dróg wodnych i żeglugi śródlądowych sprawy
– eksploatacji i administracji żeglugowej  śródlądowych dróg wodnych;
- portów rzecznych;
- stoczni rzecznych.

### W dziedzinie przemysłu rybnego sprawy
- przetwórstwa rybnego;
- skupu ryb;
- hurtowego i detalicznego obrotu rybami we współdziałaniu z zainteresowanymi ministrami.

### W dziedzinie gospodarki wodnej
- wykonywanie uprawnień zastrzeżonych w prawie wodnym naczelnym organem administracji państwowej;
- ewidencjonowanie i bilansowanie zasobów wód powierzchniowych i podziemnych na podstawie materiałów opracowanych przez właściwe organy;
- ustalanie zasad prawidłowego i racjonalnego gospodarowania zasobami wód;
- wydawanie przepisów o budowie, utrzymaniu i eksploatacji wszystkich zakładów, budowli i urządzeń wodnych;
- koordynowanie i nadzorowanie eksploatacji zasobów wodnych  oraz sprawowanie ogólnego nadzoru nad działalnością wszelkich zakładów,  budowli i urządzeń wodnych mających wpływ na gospodarkę wodną;
- inicjowanie i ustalanie programu kompleksowych  inwestycji wodnych;
- opracowanie perspektywicznych planów gospodarki wodnej;
- koordynowanie i opiniowanie resortowych i terenowych planów inwestycyjnych w zakresie gospodarki wodnej;
- sprawowanie nadzoru i kontroli nad ochroną wód przed zanieczyszczeniami oraz nad całokształtem gospodarki ściekowej;
- sprawy ochrony przeciwpowodziowej;
- obsługa hydrologiczna i meteorologiczna dla potrzeb gospodarki narodowej i ochrony Państwa.

## Zniesienie urzędu
Na podstawie ustawy  z 1974 r. o utworzeniu urzędu Ministra Handlu Zagranicznego i Gospodarki Morskiej zniesiono urząd Ministra Żeglugi.